# 盐灶 (广东省)

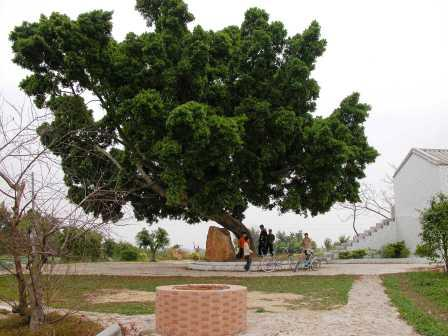
湿地园苑

盐灶，是中华人民共和国广东省汕头市澄海区盐鸿镇一个自然村，由上社、中社、上厝、港头等四个管理区（社）组成。人口2万多人，旅外侨胞、港澳台同胞几千人。其中林姓乡亲超过10000人，陈姓超过5000人，由几十种姓氏的乡亲组成。
盐灶位于汕头市澄海区境东北部，北纬 23°36' N 、东经 116°52' E ，距离澄海城区21公里。是潮(安)、澄(海)、饶(平)三县(市)交界地带，东临南海，背倚莲花山。国道324线在边上穿过，金鸿公路北端在此与国道交接，是汕头市区和澄海通往厦门，以及潮州市通往三百门港口的必经之地。
整座村由多个池塘点缀在整齐的一排排房屋之间，从空中看像一把关刀，故有“盐灶关刀地，亲正干呷己”。
耕地主种水稻、花生、甘薯、蔬菜、生柑等。林产松、柏，兼种茶、水果。以人工养鱼、蟹、虾、蚝为主，盛产青蟹、虾米、大蚝及多种鱼类。工业有抽纱、纺织、制造、食品、采矿等厂（场）。
背后莲花山主峰海拔562米，为汕头市最高峰，上有“莲花池”、“双飞蝴蝶”、“锯廊”、拍铳桥等名胜古迹。盐灶是基督教传入潮汕的发祥地，也是潮汕抽纱业发源地。
盐灶蚝烙、鲜软虾煮豆腐等食品的烹调技艺为人所称道，大蚝、薄壳米、膏蟹、猪头粽等土特产名闻遐迩。

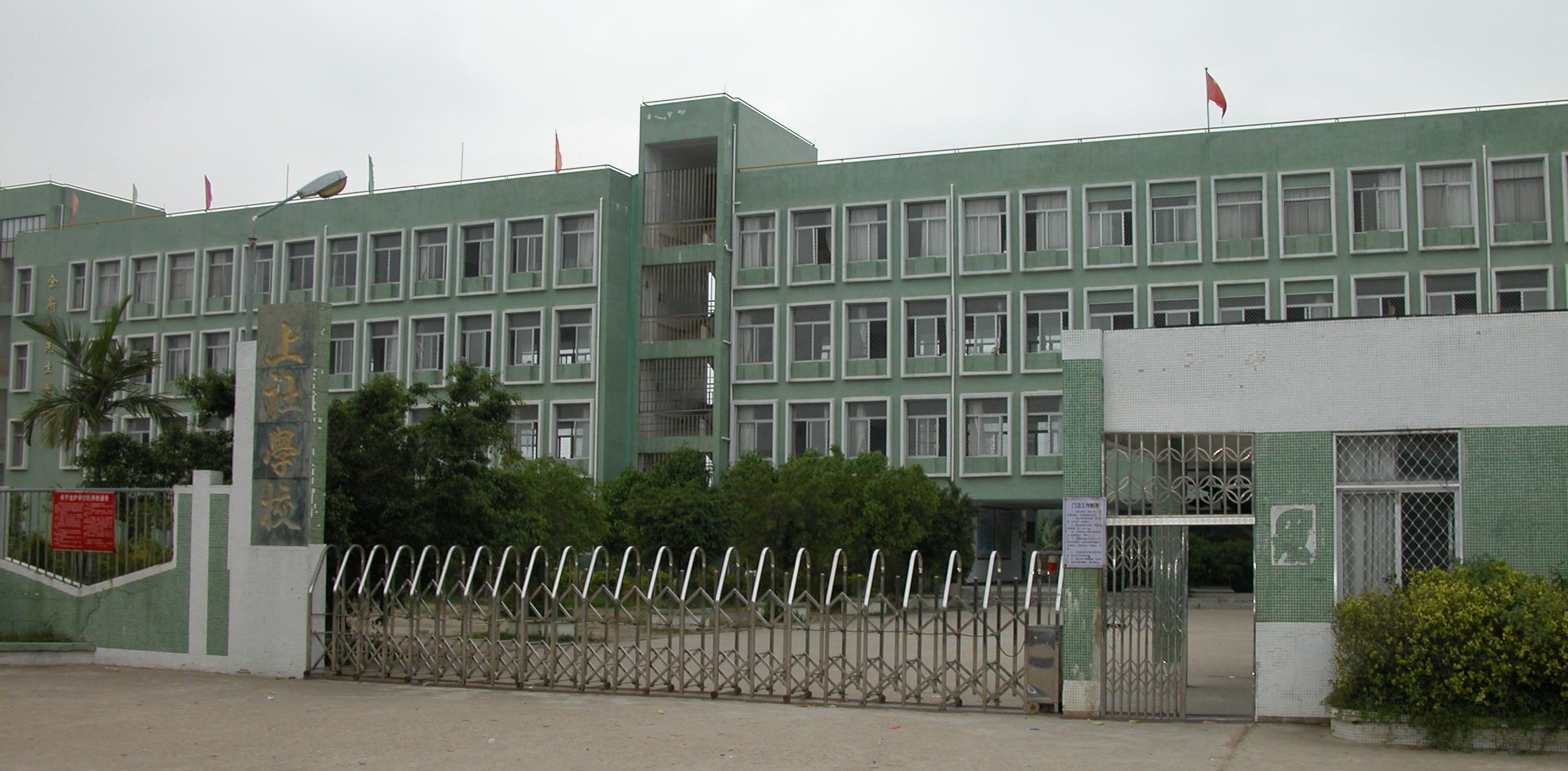
上社小学

## 地名由来
清雍正五年(1570)村人李嵩德得中进士，受到皇上召见，皇帝问其家乡所产，李嵩德回答说：我的家乡地处海边，乡民多垒灶煮盐为业，雍正皇帝听了很欢喜，说盐乃民生之本，朝廷税利之源，近海乡民多煮盐为业，此乃好事，卿之家乡就赐名盐灶吧。

## 歷史
- 宋末（约1270年），有刘布袋到“新港埠”今 刘厝池一带创村。

- 元代至正年间，世居福建莆田的林得实，携眷来潮州做官，落籍海阳华容乡。其长子林呈双于明洪武年间移居海阳县盐灶港头一带。

- 清康熙年间，福建漳州“开漳圣王”陈元光三十四世裔孙 '陈德润 从饶平汤溪大栅村移居盐灶今上社一带。

- 清雍正五年(1570年)，村人李嵩德得中进士。

- 清顺治七年（1650年），西班牙多明吾会（天主教）派传教士杜士比、丁热力、欧巴泽等到澄海盐灶乡传教。

- 清道光二十九年（1849年），基督教德国巴色城国外布道会在澄海盐灶村佩兰轩书屋创办蒙学，它是盐灶小学的前身。

- 清光绪十二年（1886年），外国传教士将抽纱工艺传入澄海盐灶乡。美籍医师策爱力偕同妻子传教士纳胡德，带来外国的“扎目”及“哥罗花边”抽纱在教会内传授。盐灶人林赛玉将潮汕传统的勾织刺绣工艺同西方的抽纱工艺结合起来，形成独具一格的抽纱工艺。

- 清光绪二十五年（1899年），法籍罗尚德神父在盐灶建立天主教分堂和祈祷点。

- 1971年8月1日，澄饶联围工程竣工。该工程围垦面积7.25万亩，其主体工程为海堤2条，总长5020米。

### 行政区划变迁
- 宋、元、明代成化十四年前属海阳县怀德乡苏湾都。

- 明代成化十四年（1478年）饶平设县后随苏湾都归属饶平县。

- 嘉靖四十四年（1565年 乙丑）澄海设县随苏湾都归属澄海县。

- 民国初期，属苏北区（第五区）。

- 民国二十一年（1932年）９月，东区绥靖公署划定东区分为八区，澄海、南澳、饶平为第六区。属第六区之樟林区。

- 民国二十五年（1936年）10月16日，国民政府裁撤东区绥靖委员，另设第五区行政督察专员，并任胡铭藻为专员，辖：潮安、潮阳、揭阳、澄海、饶平、惠来、普宁、丰顺、南澳、汕头、南山。

- 民国二十八年（1939）年属原苏湾都第二区；

- 民国三十五年（1946年）属盐鸿坛乡。

中共建政后，1949年属苏北区；1953年属第三区；1957属盐鸿乡；1958年属苏北公社（期间一度改为苏隆公社）；1960年属盐鸿公社；1961年分称四个生产大队；1984年属盐鸿区，大队改称乡；1986年属盐鸿镇，乡改称村，1990年村改称管理区，1999年始管理区改称村。

## 污染和生态破坏

### 莲花山钨矿
澄海莲花山钨矿列广东07年挂牌督办环境问题。
莲花山钨矿面积约4000亩，从1956年建矿，1991年停产，到1999年封矿。长期以来没有采取有效措施来控制和治理污染，以砷污染为主，污染农田超过10000亩，粮食减产40%以上。耕种难、养殖难和饮水难等问题一直很严重。一共有一千多亩地不能耕种，几千亩地即使可种也是欠收。
在几十年的开采过程中，莲花山矿区大片植被遭破坏，山体生态脆弱，水土流失较为严重。在露天开采中，大片植被被铲除，闭矿后未进行复绿治理，矿区裸露面积达50万平方米。采空区塌陷造成地面建筑、道路等设施变形，土地面貌千疮百孔、支离破碎。采矿还引起矿区一系列地表变形和破坏，矿区表土性质改变，加速土壤侵蚀，导致土壤贫瘠化、盐渍化和受固体废渣污染等现象出现。此外，矿区地下采空、地面及边坡开挖影响了山体稳定，导致地面塌陷、开裂、崩塌和滑坡极易发生，大量的地下水涌入采空区，存在诱发采空区地表塌陷的潜在环境危害。矿区堆放的废渣在暴雨下容易引发泥石流。
闭矿后，没有对已开采的矿窿采取保护措施，遗留下为数不少的尾矿场和废矿堆，在暴雨冲刷下，窿口、废矿石和尾矿砂中的污染物随雨水溢出，对流经地区的水体、果园、农田、养殖区造成较为严重的酸水污染和重金属污染。废水排放到澄饶联围，对联围造成严重污染，联围养殖区的水产品重金属含量也不同程度超标。
2006年，广东省环境保护监测中心站去年底对莲花山地区地表水环境质量现状和地下水水质现状进行监测，结果表明地表水部分重金属含量超标，地下水不适合饮用。汕头市环保监测站对盐鸿镇境内部分区域土壤进行调查后发现，土壤测点总体超标率达37.5％，土壤污染以砷、镉污染为主，其他部分重金属含量也不同程度超标。
受污染土壤砷含量均超过国家土壤环境质量三级标准，砷含量最高达2975mg/kg，是国家三级标准的100倍，农作物砷含量最高达202mg/kg（干重），超出国家食品卫生标准40～50倍。已经引发了区域性的砷、镉和重金属中毒现象: 
本村尤其是上社村民得癌症而英年早逝的比例，远远高于正常水平，很多在莲花山钨矿工作过的人员都未能幸免。
目前，莲花山矿区存在的主要隐患除了16个没有封闭的矿窿外，还有6个长期用于洗矿的砂场。这6个砂场的总面积达30多万平方米，在这里，到处都是裸露的废矿石和废矿砂，土壤的酸碱度己被彻底改变，而地表水也由于受到污染而颜色泛红。虽然有土有水，但却几乎寸草不生。
虽然进行综合整治，表面上“莲花山钨矿周围生态环境明显改善”，但还是不容乐观，土壤污染，地下水水质，农作物、水产品污染依然严重。“毒水沟”还在污染流经区域和澄饶联围。
2008年６月受持续强降水影响，莲花山废矿区又遭受重创，４号尾矿库溢洪道遗决，山前整治片区水毁严重，山上已封窿口重新裸露，水利设施多处受冲垮塌，造成新的污染和安全隐患。

## 名胜古跡

### 盐灶中华基督教堂
位于澄海区盐鸿镇上社管理区。清道光二十九年（1849年）2月12日，德国巴色城（瑞士的第三大城市巴塞尔市）国外布道会（巴色会 Basel Mission）牧师黎力基（Rudolph Lechler）到盐灶传教，租港头乡佩兰书屋为会所。清咸丰十一年（1861年）英国长老会国外宣道会牧师宾为邻（Will—ianBurns）来盐灶传教，仍租旧址为礼拜堂。因所租之屋偏小，盐灶基督教徒林旗、林廉、林光裕等协同会友购得太平庙前李家地基一片建筑会所，光绪七年（1881年）建成。1922年“八·二”风灾后重建新堂，1924年10月竣工，并灰塑“盐灶基督教会”匾额。主堂分为三层，底层礼拜堂，建筑结构仿西方基督教堂型制。建筑面积420平方米，二、三层
为钟楼、观海阁，附座为教会学校──至善小学、受灾儿童教养院、修士舍等，总建筑面积1700平方米。为潮汕最古老之基督教堂。

### 双飞蝴蝶
魏吉安（宋孝宗乾道八年（1172年）太常寺博士，潮州通判魏廷壁之父）之墓。脉发莲花山，经三十六峰而结穴，喝形“双飞蝴蝶”。

#### 人物
- 曾仲，港头人，康熙初年刘潮镇反朝廷时为十虎将之第二名，使双斧，每支12斤，带干粮能在水中七日七夜，外号水中龙。
- 李嵩德，上社李厝人，康熙庚子年(1720年)中举人，雍正丁未年(1727年)中三甲进士。李嵩业，嵩德之弟，贡生雍正十三年(1735年)台风、海潮、堤毁、田庐尽淹。李蒿业捐田作堤基，呈请上报朝廷。
- 李云翔，蒿德之侄，乾隆壬申年(1752年)中举人，官至金山知县。
- 林赛玉，女港头人，光绪二十二年(1886年)把德国抽纱工艺传入盐灶。
- 杜景祺，1882—1967(字仲辉)港头杜厝内，祖籍浙江省绍兴，杜景祺生于清末，年轻时在汕头的西方传教士开办的医学院受教育，对孙中山非常景仰。

黄埔军校成立初年，杜景祺接受黄埔军校校长蒋介石的聘请，担任黄埔军校军医院院长一职。
- 林章宠，上厝人、1920年成立盐灶乡保卫团(即民团)，林章宠任团长。
- 丁振声，又名丁宗达，中社人，1927年任盐灶首任乡长。
- 陈廷赋，上社人，1935年毕业于上海复旦大学，后任北京大学教授。
- 陈金顺，上社人，大学、总工程师，四川动能设计院院长，
- 陈怡然、上社人，经济师，原潮阳海关关长。
- 陈朝仁，中社人，大学、任中国商务部副秘书长，中国对外贸易中心副主任(副部级)
- 陈伟武，上社人，1962年8月生，1986年毕业于中山大学，在该校中国古文献研究所工作。1988年7月任助理研究员。1993年12月晋升副研究员。博士学位，1999年9月起任古文字研究所副所长。2000年7月晋升研究员。兼任中国古文字研究会理事、广东中国语言学会理事。
- 余构武，中社人，1967年广州中医学院医疗系毕业。1968年分配到海南省三亚市人民 医院任医师及中医科负责人。1980年调任广东省饶平县人民医院门诊部主任。任中医医院院长。1984年担任院长时。刻苦钻研医疗业务，有丰富的临床经验，以良好的医德和高超的医术博得群众的赞扬。在港、澳、泰 华侨同胞中享有盛誉。1998年11月晋升为中医内科主任医师。近年来撰写经验总结论文多篇，有七篇在省级以上重点杂志发表。其中“食管癌的中医治疗思路”获美国“’96首届国际中医药杰出成果展示会”杰出论文奖；“补中益气汤加露蜂房治疗小儿尿频症100例”获中国特效医药优秀论文一等奖。

## 民俗
海底踩高跷，平安路上巡圣仁； 
滩涂驰骏马，逍遥轿顶荡千秋。
“海底踩高跷，滩涂驰骏马”是以前村民在浅海和滩涂上作业的情形，现在已无法再现。而“平安路上巡圣仁，逍遥轿顶荡千秋”说的就是“营老爷”，其中的“秋”也可理解为“胡须”。“辑老爷”时拔下几根老爷的胡须，可以保佑你未来一年身体健康，财源滚滚，人丁兴旺。

### 营老爷（游神）
潮汕地区俗语：“盐灶神欠拖”、“盐灶老爷，头食头惊” 指的是该民俗。
农历正月廿一，各社村民把全村的“安路”打扫，清洗得干干净净，并把路面的坑填平，用稻草把路边的水沟填满。同时抽签确定各社所抬的“老爷轿”安的老爷。晚11点（正月廿二子时）起行仪式后，“圣仁爷巡巷”三圈，有点类似国家领导出行前的安全检查。  农历正月廿二下午3点进行“辑老爷”。
对于上社“辑老爷”的由来，《潮汕民俗大观》中记载：
每年农历正月廿一、廿二两天为游神节日，要抬神偶游行，村中青壮年便需准备拖神。当年轮值抬神游行的壮汉则要护神，每人都要斋戒沐浴净身，穿一件新缝制的短裤，袒胸赤膊，周身涂上豆油。又用绳子把神偶捆缚在神轿里，抬神在村里游行时，要拖神的人便紧紧跟着，待游至指定的一片旷场上，众人吆喝一声，便猛冲猛拼，想把神拖下来；护神的壮汉因赤身上阵，因长期下海，汗一流，身上滑溜溜，好像身上抹豆油，很不容易揪住。要拖神的人也各不相让，各显身手，你争我夺，你抢我扯，抱腰拽腿，扭成一团。围观者人山人海，热闹异常，有的还骑上墙头，登上屋顶，喝彩助威。最终仍然把神偶拖下来，弄得须脱脸破，脚断手折，再推下池里浸泡，至此方尽兴而归。拖神过后，再择个吉日把神偶捞起，重塑金身，送回神庙，供人朝拜，享受香火。年年如是，这一民俗沿袭至今犹存。
盐灶拖神偶是有其来由的。相传清乾隆年间，村中有一渔民在浅海上挨缉(注)，捞得一尊神像，形象十分森严威武，心里骇怕，随手甩掉后又再被捞上来，他只得对着神像祷告：“若能帮我捞得满满一篓鱼虾，就带你回去。”当天果然缉获甚丰，便把它安置在村中神庙供人朝拜，香火甚盛。
盐灶有旧习俗，每年游神抬扛神像要拈阄，中阄的要安排筵席宴请乡人，穷人家甚为所苦。那年，这渔民恰好中阄，游神日子将到，寻思无计，心如火燎，就埋怨起这尊神没保佑反而害他，越想越气，夜间索性偷愉带了绳子跑进神庙，把神像捆缚拖至海滩把它踩在泥沙里，夤夜拾行装，过洋避难去了。
事也凑巧，这一年盐灶五谷丰登，渔汛大旺，那渔民也在南洋发了财。翌年将临游神日子，匆忙回家，向乡亲道明真相，便把神像挖捞上来，粉饰金身，供上神殿。大家都认为：“老爷公一定喜欢拖，越拖越兴旺。”从此约定成俗。有俗谚云：“盐灶神欠拖。”喻人不打骂便不成器之意。注：挨缉，一种浅海捕鱼作业。 
不同观点：
有人认为,“营老爷”在潮汕很多地方都有，过程也很相似，该习俗应该是从福建莆田带过来的。“营老爷”突出一个“营”字，是各“社”之间，不同“房头”之间一个显示实力的机会。各“社”和“房头”通过拈阄定下“老爷”后，就会想办法保证自己的“老爷”巡行顺利。同时对关系不好的“社”或“房头”，会组织一帮人拦下对方的轿子，不让其轻易过去。直到对方的族中长老出面认输，才让出路来。
在争斗过程中，往往会出现“合纵连横”，关系好的“社”互相支持。受阻一方拿出香烟，请已通过的“社”帮忙。因为事关面子，有时会使矛盾激化，发展成群殴（事后），严重时要出动防暴警察处理。这也是村、镇政府多次阻止该活动的原因。

## 传说

### 莲花山和通天蜡烛
位于澄海界内的莲花山，俊秀挺拔，风光秀丽。
传说，当年有一个叫林监丞的官员，嫉妒潮州人杰，存心使坏，要大破潮州风水。一天，他来到莲花山，但见山岚秀色，主峰红光焕发，误认为其是一支“通天蜡烛”。便自忖道：自古以来，水火相克。要灭这通天蜡烛，须以水浇灭。于是掘泉引水，淹没山峰。谁知原来像蜡烛的山峰，在泉水的滋润下，生出花蕾，含苞欲放。伴随着电闪雷鸣，整座山激烈震动，花蕾很快就要绽放成一朵莲花。吓得林监丞慌了手脚，情急之中，将朱砂笔奋力一掷，只见山峦中裂开—条铜褐色裂缝，泉水从裂缝流走，林监丞便带着随从从小道逃命去了。那铜褐色裂缝就是现在的龙坑。

### 铜金巷
莲花山南麓的半山腰，有一个地方叫“陈金巷”，这里并不是住着人家的街道，而是一道天然的峡谷，周围只有乱石和赤土。“陈金巷”又叫“铜金巷”，常年是寸草不生，赤土裸露，宛如铜色，故名。
相传南宋时期，陈吊眼拥兵 10万，在闽粤一带抗击元兵，并在莲花山设立了一个据点，派他的胞妹陈金花驻守在铜金巷这—要塞上。由于“陈”、“铜”潮音相同，因而她的士兵及当地百姓就把这条狭长的峡谷称为“陈金巷”。后来相沿成俗，便都写成“陈金巷”。
莲花山，大北山和龟腰山
相传莲花山和大北山和南澳比高，莲花山背着大北山站在海里才刚好露出海面。南澳山看了哈哈大笑，伸手在大北山头上“酷”了一下浮了一个包包，到现在还在。羞得莲花山和大北山逃回岸上，大北山路上屙下了五座小山，就是现在的五屿。莲花山屙三个小山，就是现在的三屿，莲花山脚被一只龟咬住来到大坪埠才摔出来，在他背上踩了一脚，就变成现在的龟腰山。

### 俗谚
“侥愈侥，盐灶锡输布袋寮”…(清末会乡)
“拍笑仔晓情理、知我我老人好甜”…
“邓先生杯茶来嘡叮”…（嘡叮、音、赠宾）
“公道先生”…（上社民国）
“做错名”…（财情-母亲去乞、中正-口歪）
“脚手猛过和中母”…(中社)
“定过阿承庚”…(算命)
“木平娶亩”…(眠床太细)
“上有古松下有苏公”

### 林宗柏举旗圈田
清初年间，有一位举子上京赶考，路过盐鸿官道。时遇淫雨霏霏，连日不开，要通过莲花山又不识路径。此地举目无亲，不知往何处投宿，不由彷徨瞻顾。凑巧盐灶巷头社村民林宗柏穿蓑衣戴竹笠肩荷锄头从山里走出来。林宗柏问明缘故，热情地邀请举子到他家留宿，—连几天供其饮食，殷勤招待。候至天气转晴，林宗柏—直送他走出莲花山区。
那位举子赴京应试，名登黄榜，皇诏钦赐其高官御史。—日，御史离京赴任，特意绕道盐灶到林宗柏家，答谢当日留宿之恩。当御史到林宗柏门口时，林宗柏赶忙跪见。御史将林宗柏扶起说：“我能有今日，也有你当初相助一份功劳。本官行色匆匆，未能备办厚礼馈赠，只好请你在我随行物担之中，任挑一（木盛）送你，聊表心意。”宗柏道过谢，依言随意选了—（木盛）。谁知揭开椭盖，里面唯有—面旗帜。宗柏不解此旗有何妙用。御史喜颜悦色地向林宗柏道贺说：“吉人自有天相，恭喜!恭喜!你得到这面旗名为御史旗，是皇上所赐，用它可以插旗圈地，纳为官田，供你终生享用。”说毕，便把御史旗授于林宗柏，并教他随意挑田，以旗插地为圈，圈里的田便是他的了。
此消息立即传遍四乡六里，各村农民都害怕田地被圈进去，于是村民们都飞奔到林宗柏家跪求勿圈他们的田地。林宗柏也是一个种田人，心地厚道，见情动了怜悯之心，只好领旗直向莲花山走去。时值盛夏，他走过独木桥，觉得口渴舌焦，便驻足把旗插在沟边，到沟里饮泉止渴。这时只听隆隆三声炮响。随行的鸣炮兵，把三支准备好的火铳脚点燃了。御史旗圈里的官田也就只有五亩山地。林宗柏抬头舒心一笑。村民们也为林宗柏不把大片良田圈为已有的事视为善举，万分感激。从此，这个地方便叫拍铳桥。后来，村民们把原来的独木桥换成石板桥，并在石板一侧雕刻上三门火铳脚，永远铭志。

### 仙翁顶完梦
每年九月九日重阳节，是莲花山“仙翁”的生日。此日，除澄海外，还有饶平、潮安等邻近几县的善男信女，不辞长途劳累，十分挚诚的前往祭拜。晚上露宿于山顶“仙翁顶”，望能在梦里得到仙翁面授天机，成全所求之事。
民间也由此而流传有一些有趣的传说。有2个村妇，结婚多年未得子，便上山圆梦求得子。结果两人同样梦见仙公给他们各写一个“無”字。其中一个识字的妇人，知今生无子，十分晦气。而另一个不识字的妇女，不解其意，却从形状上理解为仙公为她画了一个秋瓜棚，棚下吊着4条秋瓜，示意她会有4个子女，非常高兴。识字的妇女大笑她误解仙意，乱加猜测。谁知后来果然各应其解，识字妇女终生无子女，不识字妇女则生四个子女。说明凡事都往好处想、对未来充满希望的人，才能得到上天的眷顾。

### 罚贼食蚝烙
许多年前，在盛产蚝仔的澄海盐灶乡，有一个屡教不改的小偷又一次被捉到。乡民拿他没办法，送官府，关几天后放出来；痛打一顿，又怕错手打成残废；好言相劝，他又不思悔改。有一老者忽出奇想，说此人最喜吃蚝烙，就罚他食蚝烙。那贼仔听了好高兴，起初大吞大咽，但没吃上一“鼎”，就饱腻了，最后吃得眼泪横流，比挨一顿痛打还难受，只得求饶，保证以后改邪归正。他因怕再被罚食蚝烙，从此果然走上正道。